# Else Eckersberg

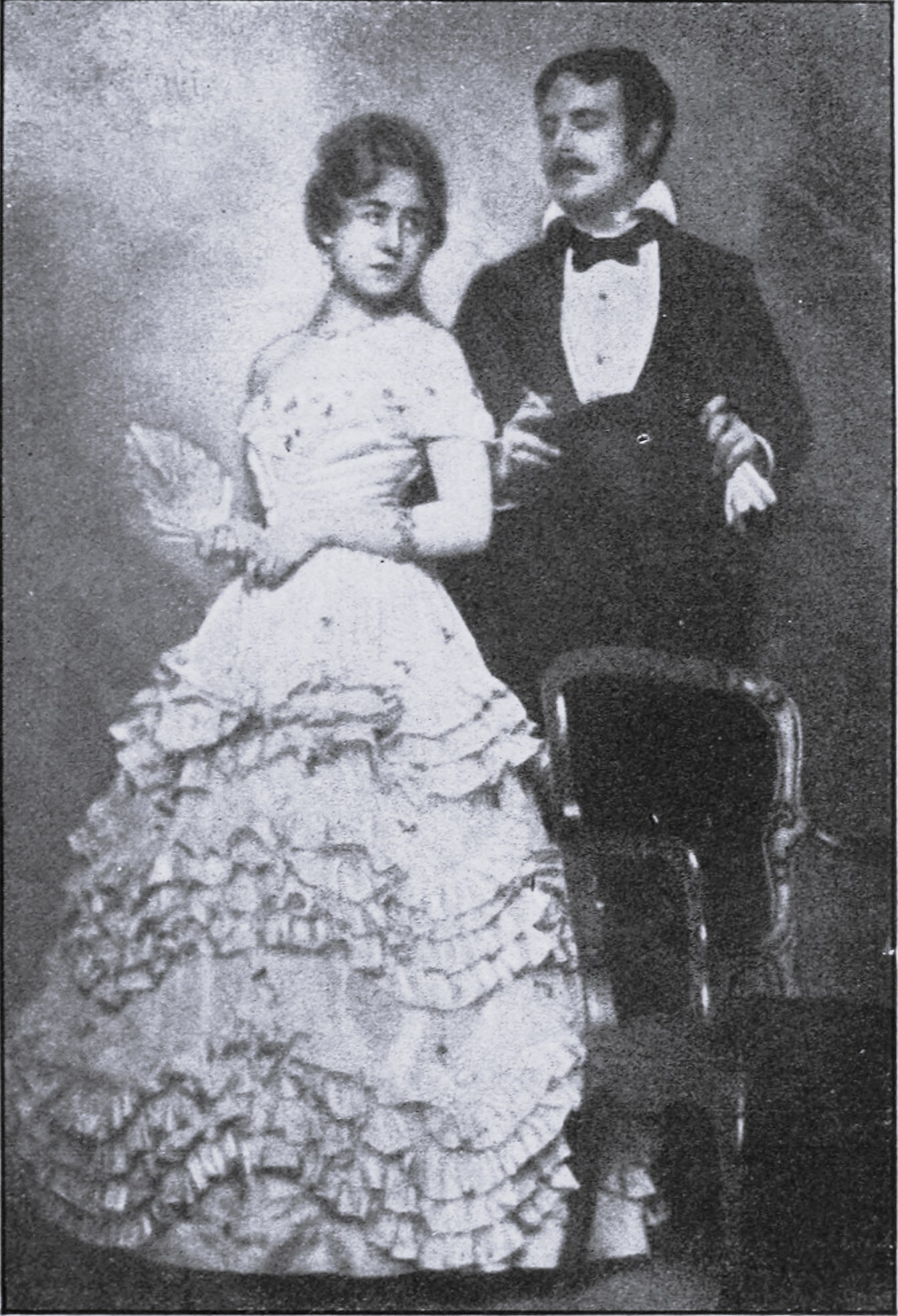
Else Eckersberg y Johannes Riemann en la obra de Ferenc Molnár Fasching (1917)

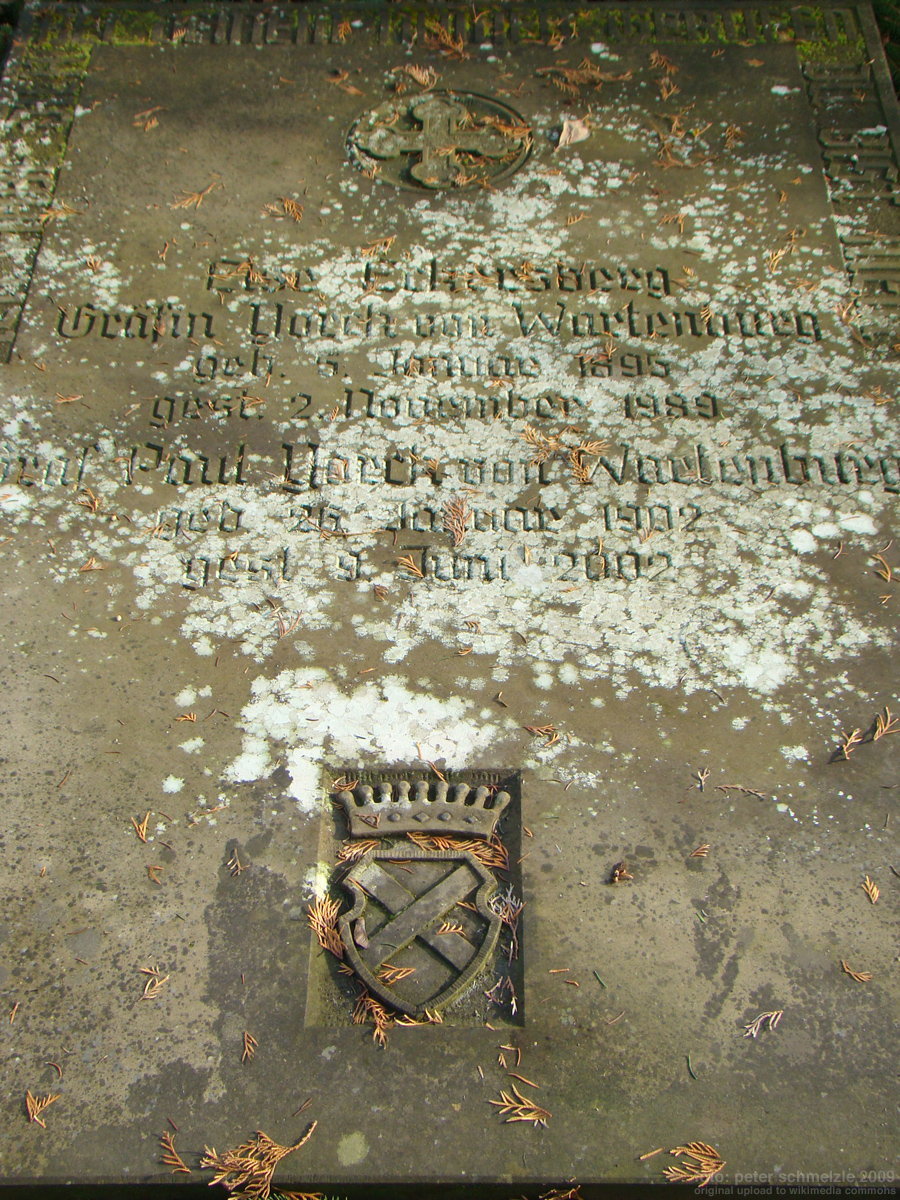
Tumba de Else Eckersberg y su marido

Else Eckersberg (5 de enero de 1895 - 2 de noviembre de 1989) fue una actriz teatral y cinematográfica alemana, formada en la escuela de Max Reinhardt.

## Biografía

### Familia
Nacida en Berlín, Alemania, sus padres eran Paul Eckersberg y Antonie Tessel. Tras la muerte temprana de su padre, ella se crio con su padres y en un internado de ursulinas. 
En su primer matrimonio se casó en 1913 con  Walther Eitzen. Después de divorciarse en 1918, se casó en 1921 en Berlín con Philipp Freiherr Schey von Koromla, del cual se divorció en 1935. Su tercer matrimonio tuvo lugar el 5 de mayo de 1940 en Berlín con Paul Graf Yorck von Wartenburg. Su único hijo, fruto de su segundo matrimonio, fue Alexander York von Wartenburg (1927–2012).

### Carrera
Cuando obtuvo su certificado escolar Mittlere Reife, Else Eckersberg ingresó a los 15 años de edad en la escuela de actuación del Deutsches Theater de Berlín bajo la dirección de Max Reinhardt, coincidiendo con intérpretes como Gerd Fricke, Friedrich Wilhelm Murnau, Ernst Waldow, Ernst Lubitsch y Ernst Hofmann. En una representación privada de la pieza de Frank Wedekind Tod und Teufel, Else en 1912 actuó como Dirne Lisiska, siendo el miembro más joven del conjunto de actores de Max Reinhardt. Su debut oficial llegó el 31 de agosto de 1912 en el Deutsches Theater de Berlín con el papel de Klugheit en la obra de Goethe Fausto II.
Bajo la dirección de Max Reinhardt se inició en el cine mudo en el año 1913 con Eine venezianische Nacht. Hizo otros papeles cinematográficos, pero después Eckersberg se centró en el teatro, donde destacó en la interpretación de personajes sofisticados, ligeramente caprichosos y divertidos.
Habiendo actuado como invitada en el género de la opereta, en el año 1920 encarnó a Cleopatra en la obra de George Bernard Shaw César y Cleopatra. A partir de entonces tuvo numerosos compromisos teatrales en locales de Berlín y Viena.
Con la salida de Max Reinhardt de Berlín, Else Eckersberg abandonó en 1921 el Deutsches Theater, actuando en los años siguientes principalmente en comedias representadas en teatros de entretenimiento.
En 1924 tuvo nuevamente grandes éxitos, como su papel de Dodo en la obra de Avery Hopwood Unsere kleine Frau, una representación de Kammerspielen de Reinhardt, o el de Antoinette Hechingen en la pieza de Hugo von Hofmannsthal Der Schwierige, llevada a escena en Viena, en el Theater in der Josefstadt.
A principios de los años 1930, Eckersberg se hizo popular con papeles como el de Antoinette en la obra de Hofmannsthal Der Schwierige, Christina en Das schwache Geschlecht (de Edouard Bourdet) y Amanda en la de Noël Coward Intimitäten, recibiendo el elogio de la crítica teatral berlinesa.
En 1932 actuó con Hans Brausewetter en una pieza escrita por ella Drei Jahre und eine Nacht, escenificada por Eugen Robert, director del Berliner Tribüne, con el título Stichwort Feldena.
Tras el Machtergreifung por parte de los Nazis, Else Eckersberg se retiró progresivamente de los escenarios. La actriz, no involucrada en política, sufrió el destino de sus amigos y colegas judíos. Sin embargo, en 1934 trabajó de nuevo, bajo la dirección de Otto Falckenberg en el Teatro de Cámara de Múnich, en la obra de Noël Coward Intimitäten,  y en 1935 dirigida por Heinz Hilpert en Griselda (de Gerhart Hauptmann) y en Das Glas Wasser (de Eugène Scribe), en esta ocasión dirigida por Gustaf Gründgens.
Con motivo de los ochenta años de Gerhart Hauptmann, Eckersberg, que era amiga del poeta, recitó por vez primera Hanneles Himmelfahrt. Con esa pieza ella apareció en varias ocasiones, incluso tras la Segunda Guerra Mundial, demostrando con la misma sus matices interpretativos.
En el año 1944 Else fue arrestada por ser cuñada de Peter Yorck von Wartenburg, al cual se implicó en el Atentado del 20 de julio de 1944. La actriz permaneció detenida en régimen de aislamiento durante dos meses.
Else Eckersberg publicó en 1958 sus memorias bajo el título Diese volle Zeit, en las que hablaba sobre el hundimiento del esplendor teatral berlinés antes de la Segunda Guerra Mundial.
En años siguientes vivió en Lyon y Bucarest a causa de la actividad diplomática de su marido, retirándose finalmente a vivir a Neureichenau, Alemania, donde falleció en el año 1989. Fue enterrada en Jagsthausen, lugar de sepultura de la familia de su marido.

## Teatro (selección)
- 1912 : Tod und Teufel, de Frank Wedekind
- 1912 : Fausto, de Goethe
- 1912 : Heinrich IV, de Shakespeare
- 1913 : Bürger Schnippel, de Carl Sternheim
- 1913 : Der lebende Leichnam, de León Tolstói
- 1913 : El sueño de una noche de verano, de Shakespeare
- 1913 : Fausto, de Goethe
- 1913 : Hamlet, de Shakespeare
- 1914 : Die gelbe Jacke, de George Hazelton y J. H. Benrimos
- 1914 : Die deutschen Kleinstädter, de August von Kotzebue
- 1915 : Schluck und Jau, de Gerhart Hauptmann
- 1915 : Rappelkopf, de Raimund
- 1916 : Biberpelz, de Gerhart Hauptmann
- 1916 : Fuhrmann Henschel, de Gerhart Hauptmann
- 1916 : Die Mottenburger, de David Kalisch y August Weihrauch
- 1916 : Floh im Panzerhaus, de Robert Forster-Larrinaga
- 1916 : Las bodas de Fígaro, de Pierre-Augustin de Beaumarchais
- 1917 : Fasching, de Ferenc Molnár
- 1918 : Koralle, de Georg Kaiser
- 1918 : Macht der Finsternis, de León Tolstói
- 1919 : Und Pippa tanzt!, de Gerhart Hauptmann
- 1920 : Lisístrata, de Aristófanes
- 1920 : César y Cleopatra, de George Bernard Shaw
- 1921 : Ingeborg, de Curt Goetz
- 1922 : Scampolo, de Dario Niccodemi
- 1924 : Unsere kleine Frau, de Avery Hopwood
- 1924 : Der Schwierige, de Hugo von Hofmannsthal
- 1924 : El enfermo imaginario, de Molière
- 1925 : Gesellschaft, de John Galsworthy
- 1930 : Der Schwierige, de Hugo von Hofmannsthal
- 1931 : Das schwache Geschlecht, de Edouard Bourdet
- 1931 : Intimitäten, de Nöel Coward
- 1931 : Der Schwierige, de Hugo von Hofmannsthal (Festival de Salzburgo)
- 1932 : Stichwort Feldena, de Else Eckersberg
- 1934 : Zwischen Abend und Morgen, de Nöel Coward
- 1935 : Griselda, de Gerhart Hauptmann
- 1935 : Glas Wasser, de Eugène Scribe
- 1942–1952 : Recitación de Hauptmann, Hanneles Himmelfahrt

## Filmografía (selección)
- 1913 : Eine venezianische Nacht
- 1915 : Die bösen Buben
- 1915 : Eine Lausbubengeschichte
- 1916 : Komtess Else
- 1917 : Else und ihr Vetter
- 1917 : Das Nachtgespräch
- 1920 : Die Brüder Karamasoff
- 1920 : Der Dummkopf
- 1939 : Der Florentiner Hut

## Obras
- Drei Jahre und eine Nacht. Ein Lustspiel. Felix Bloch Erben, Berlín 1932.
- Diese volle Zeit... Zwei vom Theater. Heinrich Scheffler, Fráncfort del Meno 1958.